# Związek gmin Elsenztal
Związek gmin Elsenztal – związek gmin (niem. Gemeindeverwaltungsverband) w Niemczech, w kraju związkowym Badenia-Wirtembergia, w rejencji Karlsruhe, w regionie Rhein-Neckar, w powiecie Rhein-Neckar. Siedziba związku znajduje się w miejscowości Meckesheim, przewodniczącym jego jest Hans-Jürgen Moos.
Związek zrzesza pięć gmin wiejskich:
- Eschelbronn, 2 510 mieszkańców, 8,24 km²
- Lobbach, 2 400 mieszkańców, 14,91 km²
- Mauer, 3 928 mieszkańców, 6,30 km²
- Meckesheim, 5 278 mieszkańców, 16,33 km²
- Spechbach, 1 734 mieszkańców, 8,52 km²